# Haciendahornero
Haciendahornero (Furnarius rufus) är en fågel i familjen ugnfåglar inom ordningen tättingar.

## Utseende och läte
Haciendahorneron är en rätt stor ugnfågel. Ovansidan är roströd och undersidan beige, med kontrasterande vitt på strupe. Vidare har den ett svagt ögonbrynsstreck och en mörkt roströd stjärt. Sången består av ljudliga och rytmiska utbrott av "kweep", ofta utfört i duett under intensivt vingfladdrande.

## Utbredning och systematik
Haciendahornero delas in i fem underarter med följande utbredning:
- Furnarius rufus albogularis – förekommer i sydöstra Brasilien (Goiás och Bahia till São Paulo)
- Furnarius rufus commersoni – förekommer i västra Brasilien (Mato Grosso) och angränsande Bolivia
- Furnarius rufus schuhmacheri – förekommer i norra och östra Bolivia (La Paz och Beni till Tarija)
- Furnarius rufus paraguayae – förekommer i Paraguay och norra Argentina
- Furnarius rufus rufus – förekommer från södra Brasilien och Uruguay till centrala Argentina

Underarten schuhmacheri inkluderas ofta i commersoni.

## Levnadssätt
Haciendahorneron hittas i nästan alla typer av öppna miljöer, även urbana. Den bygger ett anmärkningsvärt stort bo av lera som placeras i träd, på byggnader eller på andra strukturer skapade av människan.

## Status och hot
Arten har ett stort utbredningsområde och tros öka i antal. Internationella naturvårdsunionen IUCN listar den därför som livskraftig (LC).

## I kulturen
Haciendahorneron är Argentinas nationalfågel.